# Тюва-Губа
Тюва-Губа — бывший населённый пункт на восточном берегу губы Тюва (Кольский залив), близ впадения в неё реки Большая Тюва.
Население в 1959 году — 918 жителей. Население в 1970 году — 261 человек.
Поселение на месте Тюва-Губы возникло в конце XIX, первыми поселенцами стали финские колонисты. Рабочий посёлок Тюва-Губа был образован 28 декабря 1957 года согласно решению Мурманского облисполкома на территории Полярного района Мурманской области. Согласно Указу Президиума Верховного Совета РСФСР от 9 июля 1960 года был упразднен Полярный район и по решению Мурманского облисполкома от 18 июля 1960 года Тюва-Губский поссовет был передан в состав Североморского района. Решением Мурманского облисполкома от 30 января 1969 года посёлок Тюва-Губа был отнесен к категории сельских поселений, а поселковый Совет упразднен. Поселок был закрыт до 1990-х.
В Тюва-Губе до 1993 года включительно базировался 628-й Дивизион 121-й Бригады десантных кораблей 37 Дивизии морских десантных сил КСФ. 

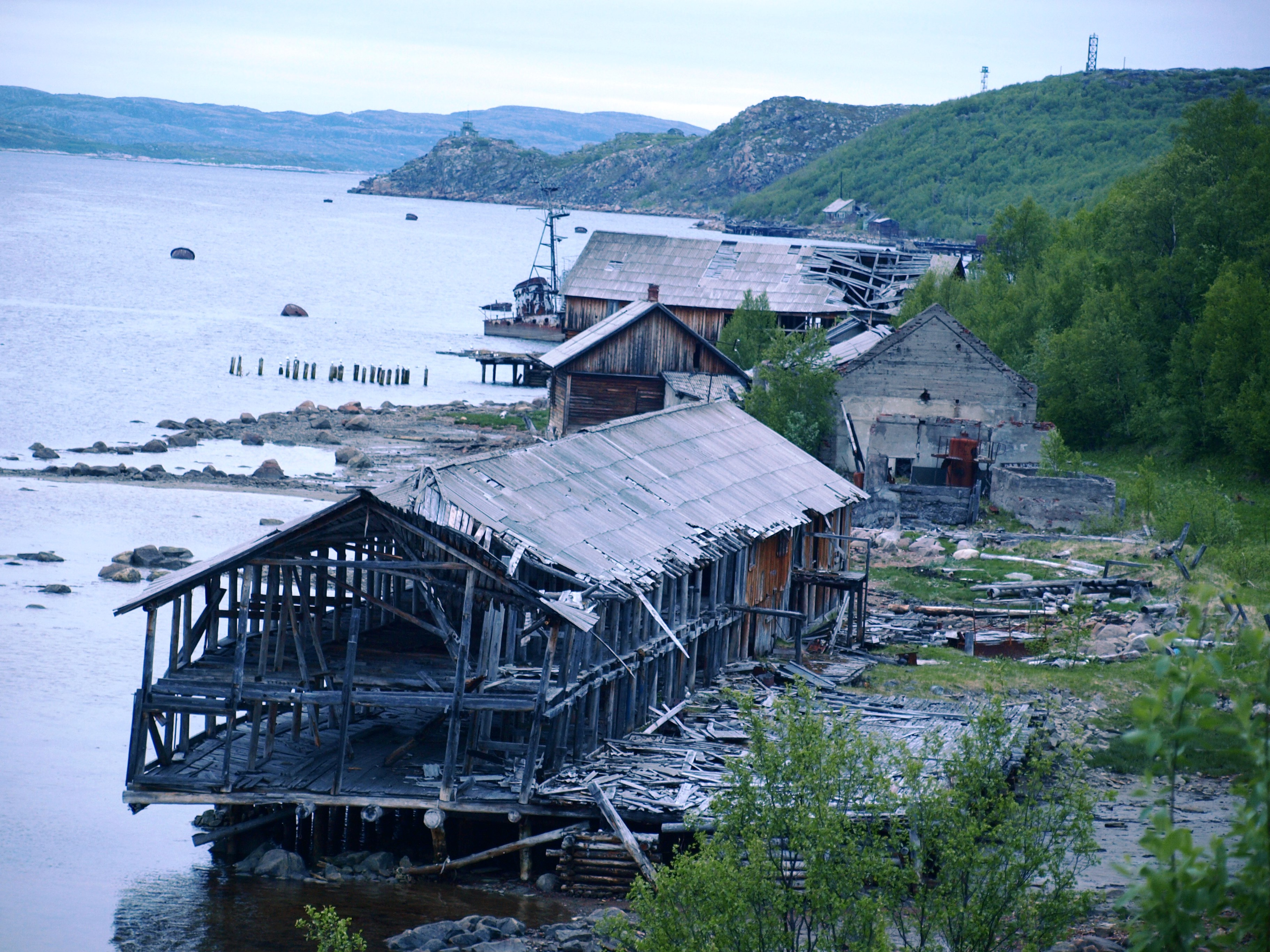
Современное состояние